# Luigi Canonica

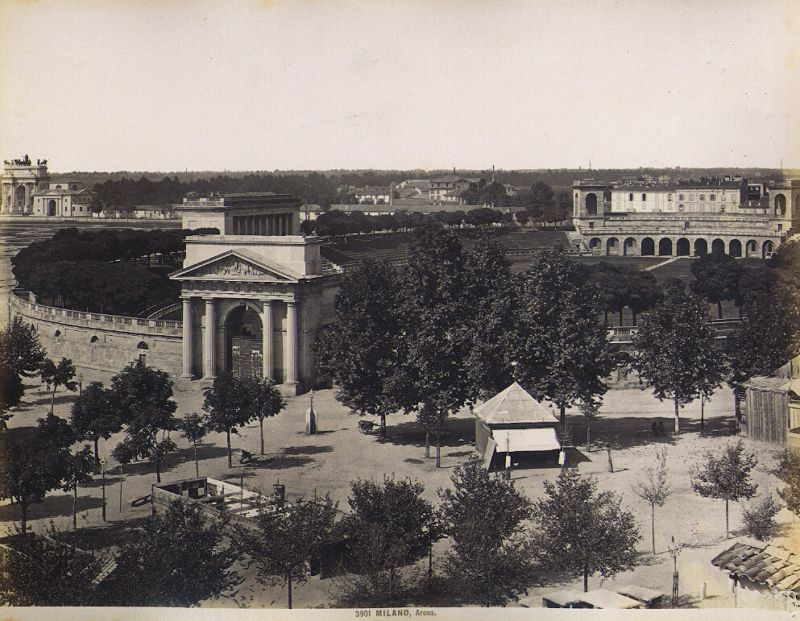
Die Arena Civica von 1807, Foto vor 1881

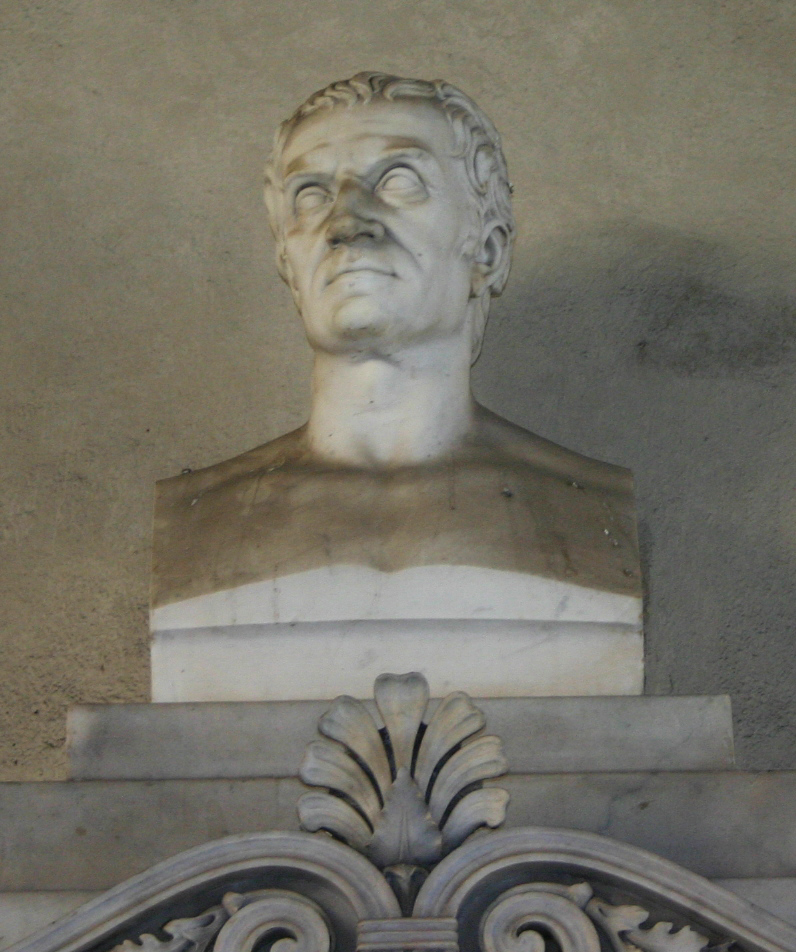
Büste von Canonica am Palazzo Brera, Mailand

(Cristoforo Maria) Luigi Canonica (* 9. März 1762 in Tesserete, Tessin; † 7. Februar 1844 in Mailand) war ein Schweizer Architekt und Stadtplaner des Klassizismus in Italien.

## Leben
Der Sohn des Tessiner Arztes Pietro Canonica war Schüler von Giuseppe Piermarini an der Accademia di Belle Arti di Brera, wo er seit 1786 selbst als Lehrer tätig war. In der ersten und zweiten Cisalpinischen Republik war er ab 1797 bzw. 1802 Staatsbaumeister. In dieser Funktion entwarf er das nur teilweise ausgeführte Foro Bonaparte neben dem Mailänder Schloss (1803), leitete die Krönungsfeierlichkeiten Bonapartes zum Italienischen König (1805) und erbaute die 1807 eingeweihte Arena Civica, eines der größten Bauvorhaben Napoleons.
Als architetto reale, ein Titel, der ihm 1805 verliehen wurde, war er für die Stadtentwicklung Mailands zuständig. Nach dem Ende der napoleonischen Periode 1814 hatte er keine öffentlichen Ämter mehr inne, er baute danach für kirchliche und private Bauherren. Außerdem werden ihm zahlreiche Theaterbauprojekte zugeschrieben, so in Mailand, Brescia (1811), Mantua (1818–1822), Sondrio (1824) und Genua. Am Ende seines Berufslebens schuf er Wohnsitze für die Mailänder Nobilität, Stadtresidenzen in Mailand und Villen in der Brianza.
Er wurde als Ritter des Eisernes Kreuz genannt und vermachte einen grossen Teil seines Vermögens zu Gunsten wohltätiger Werke. Eine Strasse in Mailand trägt seinen Namen, und es sind ihm Denkmäler errichtet worden in der Brera, im Famedio des Cimitero Monumentale (Mailand)s und im Rathaus von Lugano.